# Cristian Țânțăreanu
Cristian Țânțăreanu (n. 16 aprilie 1944, Fierbinți-Târg, județul Ialomița) este un om de afaceri român.
În anul 2007, averea acestuia era estimată la 40-50 milioane de  dolari.
Principalele activități sunt imobiliarele și construcțiile.
Este unul dintre cei mai excentrici milionari din România.
În anul 2009 a fost diagnosticat cu cancer la colon, de care s-a vindecat în urma unei operații la Paris.